# フランス和光神社
フランス和光神社（フランスわこうじんじゃ、フランス語: Wako Jinja）は、フランス・ブルゴーニュ地方にある光明院フランスの中にある神社である。

## 歴史
平成18年（2006年）11月1日に創建された。

## 祭神
主祭神は天照大神である。